# LG Optimus L7

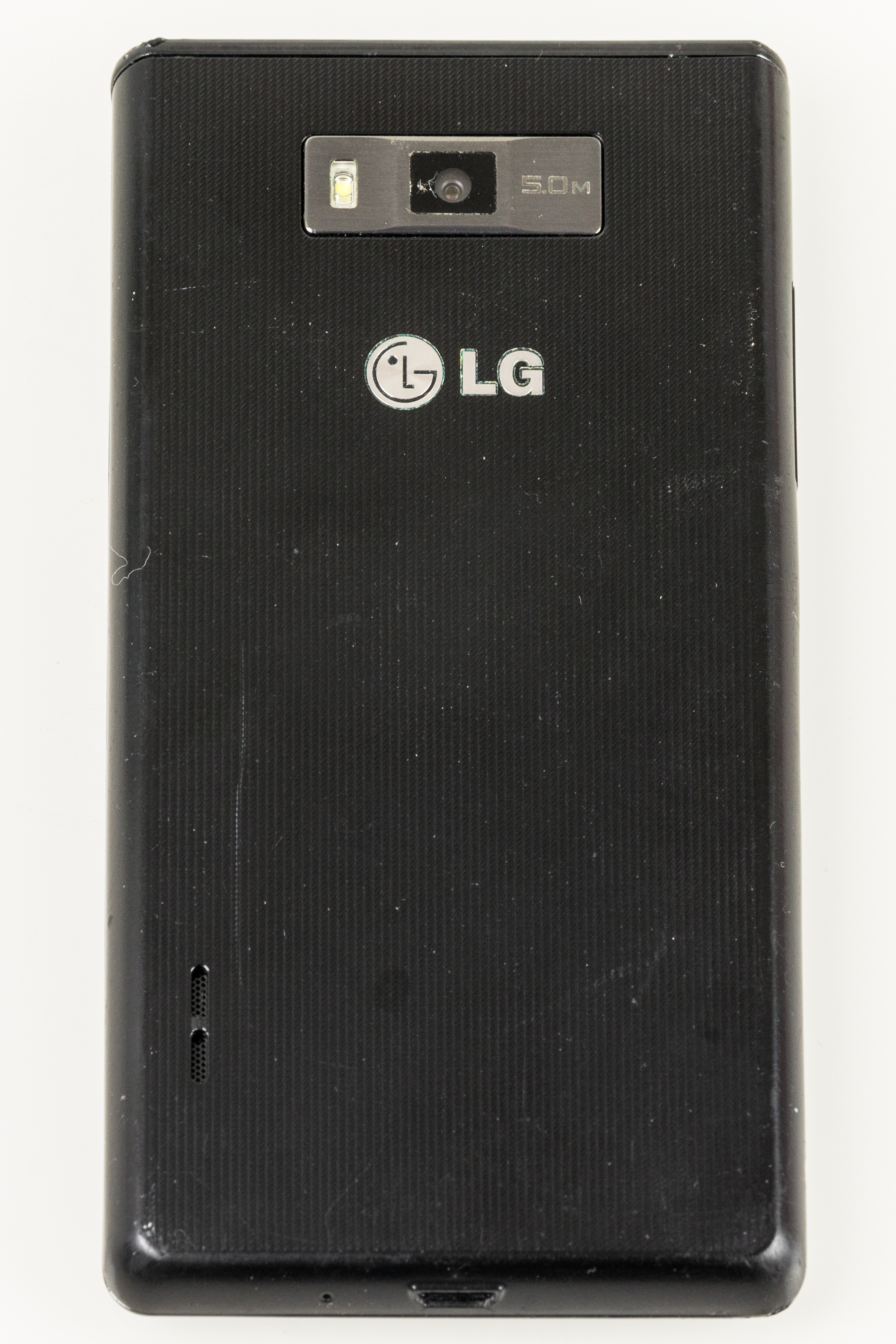
Retro di LG Optimus L7

L'LG Optimus L7 (P700 con la sigla data dalla casa produttrice) è uno smartphone di fascia medio-alta (abbassatasi col tempo), commercializzato in Italia a partire dalla fine di Aprile 2012.
Si tratta del terzo modello della gamma L-Style commercializzato in Italia insieme ad Optimus L3, Optimus L5 ed Optimus L9.
Di base monta il sistema operativo Android alla versione 4.0.3 Ice Cream Sandwich.
Nel 2013 LG ha messo in vendita la seconda generazione dei modelli L-Style, gli L-Style II, tra cui la nuova versione di questo smartphone, chiamata LG Optimus L7 II.

## Caratteristiche
LG Optimus L7 è dotato di uno schermo da 4,3" con una risoluzione di 480x800 pixel di tipo TFT, di una CPU Qualcomm MSM 7227A Snapdragon con frequenza di 1 GHz e di una GPU (processore grafico) modello Adreno 200; ha a disposizione 512 MB di RAM mentre la memoria interna è di 2.72 GB espandibile tramite schede MicroSD e microSDHC fino a 32 GB.
La fotocamera posteriore è da 5 Megapixel ed è dotata di flash e autofocus, mentre quella frontale è da 0,6 Megapixel.
Per quanto riguarda la connettività, LG Optimus L7 è dotato di Wi-Fi e Bluetooth 3.0.

## Sistema operativo
Lo smartphone monta di base il sistema operativo Android alla versione 4.0.3 Ice Cream Sandwich.

### Versione firmware V10g
Il 11 luglio del 2012 LG ha distribuito in Italia un nuovo firmware per i modelli no brand con le seguenti modifiche:
- Introduzione della funzione QuickMemo
- Migliorate le performance generali del prodotto
- Implementazione di Google Mobile Suite R2
- Correzione di alcune traduzioni nel widget E-mail

### Versione firmware V10i
Il 10 settembre del 2012 LG ha distribuito in Italia un nuovo firmware per i modelli no brand con le seguenti modifiche:
- Aggiornato la Google Mobile Suite
- Implementate patch di sicurezza NFC
- Migliorate le performance del sensore di movimento nei giochi
- Aggiunto il tasto rapido per mettere in attesa e riprendere una chiamata
- Implementato il riconoscimento del set caratteri nelle e-mail per prevenire errori di visualizzazione
- Migliorato il widget del client e-mail
- Migliorata la lettura della rubrica memorizzata sulla SIM
- Migliorata la correzione manuale della luminosità nella fotocamera
- Risolto un problema di esportazione dei contatti dalla SIM all'account Google
- Aggiunto il pop-up “Filesystem non supportato” per le MicroSD formattate in exFAT con Windows 7
- Ridotto il riscaldamento dello smartphone in seguito a sessioni di gioco prolungate
- Tastiera LG aggiornata alla versione 2.0

### Versione firmware V20a
Il 20 aprile del 2013 LG ha distribuito in Italia un nuovo firmware per i modelli no brand; esso è stato ritirato in quanto LG ha riscontrato in fabbrica un problema sull'uso della fotocamera con il flash. Le modifiche apportate sono:
- Aggiornamento del sistema operativo a Jelly Bean 4.1.2
- Nuova funzione Application Link nella sveglia
- Nuova funzione Temi Messaggi per cambiare lo sfondo nelle conversazioni degli SMS
- Nuova funzione Screen Zooming per usare il pinch-to-zoom negli SMS e nelle anteprime della galleria
- Aggiornati e/o rimossi alcuni widget in linea con l'interfaccia Optimus 3.0 del 2013
- Rimossa l'applicazione LG Tag+. È possibile scaricarla tramite “Gestione applicazioni”
- Nuovo widget meteo AccuWeather
- Rimosse le applicazioni News e Finance di Yahoo!
- Aggiunta l'applicazione “File Manager” per la gestione dei file sul dispositivo

### Versione firmware V20d
Il 20 aprile del 2013 LG ha distribuito in Italia un nuovo firmware per i modelli no brand.
Questo aggiornamento è identico al precedente V20a e contiene le sue stesse modifiche, ma risolve il problema del flash della fotocamera.